# Dicranodontium humile
Dicranodontium humile är en bladmossart som beskrevs av Potier de la Varde 1955. Dicranodontium humile ingår i släktet Dicranodontium och familjen Dicranaceae. Inga underarter finns listade i Catalogue of Life.